# Starfish Prime
Starfish Prime war die Bezeichnung eines von den Vereinigten Staaten durchgeführten Kernwaffentests im Zuge der Operation Fishbowl innerhalb der Operation Dominic. Starfish Prime explodierte am 9. Juli 1962 mit einer Sprengkraft von 1450 kT TNT-Äquivalent in einer Höhe von 400 km. Zur Durchführung des Testes wurde eine Thor-Rakete mit einem Atomsprengkopf vom Johnston-Atoll aus gestartet, das im Pazifik 1150 km südwestlich von Hawaii liegt.
Starfish Prime war ein Höhentest des Sprengkopfes W-49, der die Auswirkungen des elektromagnetischen Impulses untersuchen sollte.
Der Test erzeugte polarlichtähnliche Leuchterscheinungen über Hawaii und Kwajalein. Diese künstliche Aurora hielt sieben Minuten an. In der Folge legte ein elektromagnetischer Impuls elektronische Geräte in weitem Umkreis auf der Erdoberfläche unterhalb der Explosion lahm. Die Auswirkungen waren noch auf dem 1300 km entfernten Oʻahu, Hawaii, zu spüren. Der durch Starfish Prime ausgelöste elektromagnetische Impuls war weit stärker als erwartet, so dass viele der eingesetzten Messgeräte ausfielen. Im etwa 1445 km entfernten Hawaii fielen etwa 300 Straßenlampen aus, wodurch wiederum mehrere Einbruchswarnanlagen ausgelöst wurden. Durch den Ausfall einer Richtfunkantenne wurden zeitweilig die Telefonverbindungen zwischen Kauaʻi und den anderen Hawaii-Inseln unterbrochen. Dadurch wurde einer breiteren Öffentlichkeit das Phänomen des nuklearen elektromagnetischen Impulses bekannt.
Freigesetzte Röntgenstrahlung führte zu einer mehrere Jahre lang nachweisbaren Ionisation der Magnetosphäre, wodurch sieben Satelliten funktionsuntüchtig wurden, darunter auch der erste zivile Kommunikationssatellit Telstar und der erste britische Satellit Ariel 1.
Starfish Prime war eine Wiederholung des Tests Starfish, der am 20. Juni 1962 durchgeführt werden sollte. Jedoch explodierte dessen Rakete in einer Höhe von 9 km ohne Kernreaktion, wobei Teile von Sand Island mit Plutonium kontaminiert wurden.